# 34796 Rheamalhotra
34796 Rheamalhotra è un asteroide della fascia principale. Scoperto nel 2001, presenta un'orbita caratterizzata da un semiasse maggiore pari a 3,0576967 au e da un'eccentricità di 0,1388924, inclinata di 3,71828° rispetto all'eclittica.